# Branch County
Branch County är ett administrativt område i delstaten Michigan, USA. År 2010 hade countyt 45 248 invånare. Den administrativa huvudorten (county seat) är Coldwater.

## Geografi
Enligt United States Census Bureau har countyt en total area på 1¨345 km². 1 313 km² av den arean är land och 31 km² är vatten.

### Angränsande countyn
- Calhoun County - nord
- Hillsdale County - öst
- St. Joseph County - väst
- Steuben County, Indiana - syd
- LaGrange County, Indiana - sydväst

### Städer
- Bronson
- Coldwater (huvudort)